# 北村桂香
北村 桂香（きたむら けいか、1995年11月14日 - ）は、日本将棋連盟（関西本部）所属の女流棋士。女流棋士番号は46。小林健二九段門下。将棋棋士の出口若武は夫。京都府宇治市出身。立命館大学産業社会学部卒業。

## 棋歴

### 女流3級になるまで
将棋好きの父親に、将棋の駒の桂馬と香車から1文字ずつ取って「桂香」と名付けられた。小学校1年のときに父親から将棋を教わる。高校1年の2011年8月、第47回全国高等学校将棋選手権大会の女子個人で優勝。2012年3月、第16回全国高等学校将棋女子選抜大会で準優勝。
2011年7月10日に関西研修会に入会（D2クラス）。高校2年生であった2012年11月4日、関西研修会でC1に昇級して女流3級の資格を得た。翌12月までに北村が資格申請を行ない、2013年4月1日付で女流3級となることが公表された。

### 女流2級になるまで
2013年6月24日、倉敷藤花戦3回戦で長谷川優貴に勝利しベスト8に進出するとともに、女流公式棋戦の年度成績を6勝（2敗）とし、女流2級昇級に必要な条件である「1年間で参加公式棋戦数と同数の勝星」（注：2013年度時点における女流棋戦は6棋戦）を満たした。また同じく条件の「女流棋士昇段級規定の女流1級に該当した場合（倉敷藤花戦ベスト8）」も同時に満たし、同日付で女流2級に昇級した。

### 女流プロ入り後
2014年4月1日、2013年度指し分け以上（7勝以上）の成績を上げたことにより、女流1級に昇級した。
2015年6月26日、第37期女流王将戦準々決勝で村田智穂に勝ち、準決勝に進出したことにより、女流初段に昇段した。7月14日には準決勝で熊倉紫野に勝ち、決勝（挑戦者決定戦）に進出した。決勝は9月3日に行われ、里見香奈に敗れてタイトル挑戦はならなかった。
2023年1月、勝数規定により女流二段に昇段。
2024年、第17期マイナビ女子オープンの本戦では準決勝まで全て居飛車を採用し2015年以来の挑戦者決定戦進出を果たした。挑戦者決定戦は3月4日に行われ、同じくタイトル初挑戦がかかる大島綾華が相手となり、ここでも意表を突く居飛車を採用したが、序盤の作戦が上手く行かずずっと苦しい展開のまま敗戦となり、タイトル挑戦はならなかった。

## 棋風
- 振り飛車党[17]。得意戦法は三間飛車[6]だが、公式戦では四間飛車から角交換振り飛車まで指しこなす[17]。
- 2024年3月のインタビューでこの頃から居飛車を指していることに触れられ、色々な形を指してみたいと思うようになり最近居飛車を始めたと答えた[15]。

## 人物
- 立命館宇治高等学校を経て[2]、立命館大学産業社会学部を2018年3月に卒業[18][19]。
- 2021年4月22日、将棋棋士の出口若武と結婚[20][21]。北村の女流棋士としての活動名は「北村桂香」のまま変更なし[20][21]。
- 趣味はカラオケ[6]。

## アマチュア時代の戦績
- 2007年、第1回小学生女流将棋名人戦に西日本代表として出場し準優勝[22]。
- 2008年8月3日、第29回全国中学生選抜将棋選手権大会女子の部に出場し、優勝者山根ことみに敗れ8強[23]。
- 2009年2月、関西アマチュア女流名人戦Aクラスで四強[24]。
- 2009年6月、第1回中学生女子名人戦大阪大会では3位に終わった[25]。
- 2009年7月19日、第2回女子アマ王位戦では神戸大会で長谷川優貴を降し、優勝[26]。10月の全国大会で3位入賞[27]。
- 2009年8月3日、第30回全国中学生選抜将棋選手権大会女子の部の初戦で長谷川優貴に敗れる[28]。
- 2009年8月14日、第12回中学生将棋王将戦の団体戦に長谷川優貴らと出場し、優勝[29]。
- 2010年2月、第26回関西アマチュア女流名人戦Aクラスで準優勝[30]。
- 2010年8月4日、第31回全国中学生選抜将棋選手権大会女子の部で優勝者に敗れ、四強[31]。
- 2010年8月、第13回中学生将棋王将戦の団体戦に、4位入賞[32]。
- 2011年、マイナビ女子オープンでチャレンジマッチ全勝で予選に出場。予選では早水千紗女流二段に敗れる[33]。
- 2011年8月5日、全国高等学校将棋選手権大会で優勝[34]。
- 2011年8月12日、高校生王将戦団体戦に長谷川優貴らと出場し、4強[35]。
- 2012年3月11日、第16回全国高等学校将棋女子選抜大会で準優勝[36]。
- 2012年、マイナビ女子オープンで飯野愛、藤田綾女流初段を降し、予選に出場[37]。予選では岩根忍女流二段に敗れる[38]。
- 2012年11月3日、第2回女子アマ王位戦で関西大会で優勝。全国大会は辞退した[39]。

## 昇級・昇段履歴
研修会
- 2011年07月10日 ： 関西研修会入会（D2クラス）
- 2011年09月00日 ： D1クラス昇級[40]
- 2011年12月00日 ： C2クラス昇級[41]
- 2012年11月04日 ： C1クラス昇級（女流3級資格）[3]

女流棋士
- 2013年04月01日 ： 女流3級（女流棋士資格申請）[3][6]
- 2013年06月24日 ： 女流2級（「1年間で参加公式棋戦数と同数の勝数」「倉敷藤花戦ベスト8」／同日時点の年度成績 6勝2敗）[7]
- 2014年04月01日 ： 女流1級（年度成績指し分け以上・7勝以上／2013年度 7勝6敗）[9]
- 2015年06月26日 ： 女流初段（女流王将戦ベスト4〈第37期〉）[10]
- 2023年01月18日 ： 女流二段（勝数規定／女流初段昇段後70勝）[11]

## 主な成績

### 年度別成績
女流公式棋戦
- 2024年度
  - 年度成績 25局 10勝15敗（勝率0.4000）[42]
  - 通算成績 248局 119勝129敗（勝率0.4798）〈2025年3月31日対局分まで〉[43]